# Giống ngỗng

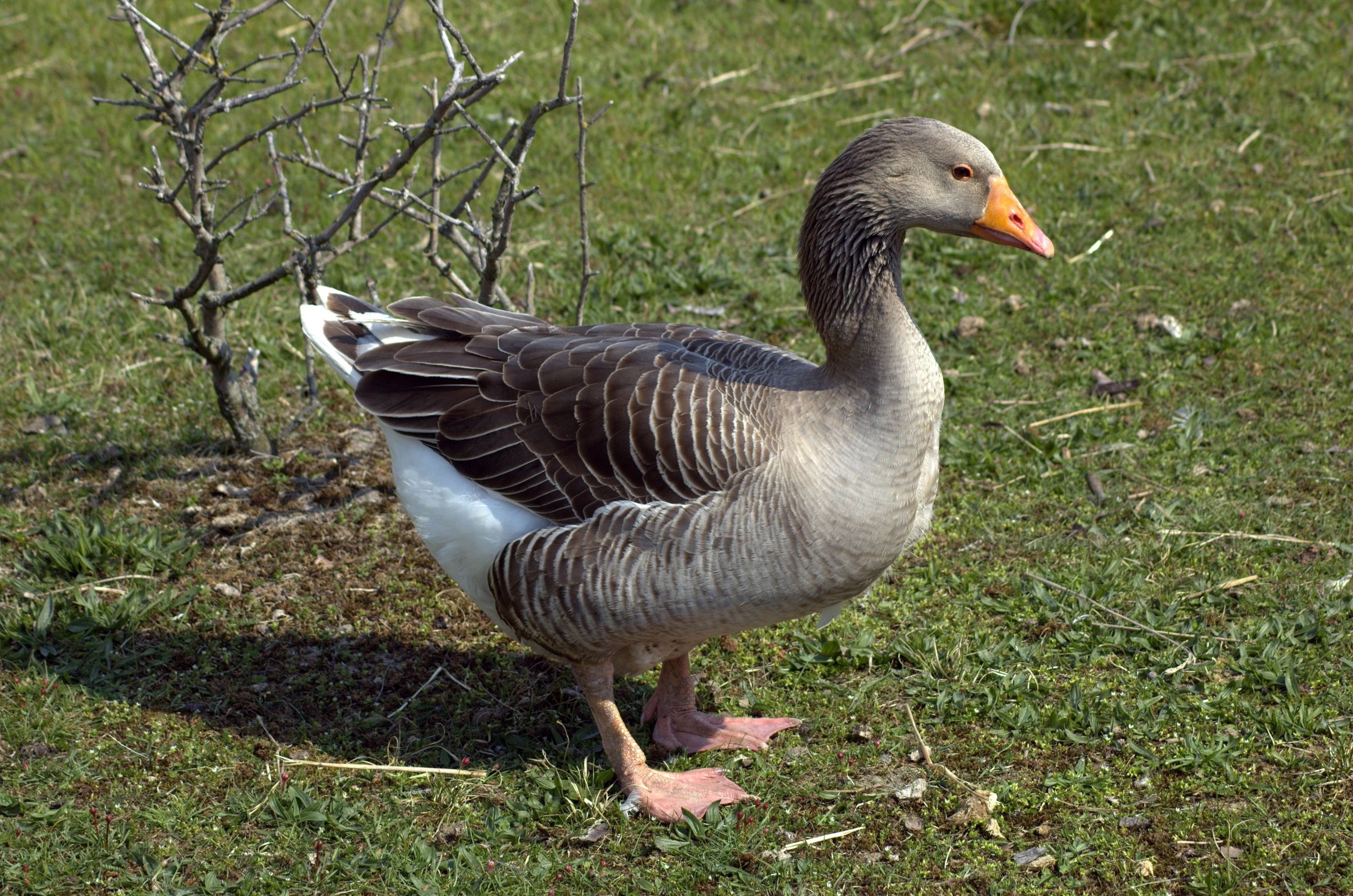
Một giống ngỗng

Ngỗng nhà là một đối tượng nuôi quan trọng trên thế giới. Qua công tác chọn giống đã có hàng trăm giống ngỗng trên thế giới, gồm cả những giống từ ngỗng nhà đã thuần hóa và bán thuần hóa. Chúng là đối tượng nuôi lấy thịt, trứng quan trọng và phổ biến ở Đức, Pháp và Việt Nam. Các giống ngỗng có thể chia làm ba dạng là dạng nặng, trung và nhẹ. Dưới đây liệt kê (chưa đầy đủ) các giống ngỗng trên thế giới

## Danh sách
- Ngỗng Adler (Адлерская)
- Ngỗng châu Phi
- Ngỗng Alsatia (Oie d'Alsace)
- Ngỗng lông bò Mỹ (American Buff Goose)
- Ngỗng Amorstream
- Ngỗng An Huy
- Ngỗng Aonghus
- Ngỗng Arzamas (Арзамасская)
- Ngỗng Landrace Áo (Österreichische landgans)
- Ngỗng Balien Eu
- Ngỗng Bavaria Landrace (Bayerische Landgans)
- Ngỗng Benkov (Бяла Бенковска гъска)
- Ngỗng Bilgorey
- Ngỗng Bogdanovski (hay ngỗng Javakhetia)
- Ngỗng Bourbon (Oie du Bourbonnais hay Blanche de Bourbonnais)
- Ngỗng Brecon
- Ngỗng đen da bò
- Ngỗng Celle (Celler Gans)
- Ngỗng Changle
- Ngỗng Trung Quốc
- Ngỗng cỏ hay ngỗng ta (Việt Nam)
- Ngỗng Patch
- Ngỗng Sebastopol
- Ngỗng Tiệp (Česká husa)
- Ngỗng mào Tiệp (Česká chocholatá hus)
- Ngỗng Landrace Đan Mạch (Danske gæs: grå, gråbroget)
- Ngỗng Daoxian
- Ngỗng Diepholz (Diepholzer Gans)
- Ngỗng Drava (Dravska guska)
- Ngỗng Embden (Emdener Gans)
- Ngỗng Emporda (Emporda-Gans)
- Ngỗng Anh lưng đen (English Saddleback) Goose (Ngỗng lưng da bò)
- Ngỗng Euskal Antzara
- Ngỗng Faroese (Færøske gæs)
- Ngỗng bay(= Ngỗng Steinbacher)
- Ngỗng Flemish (Oie flamande)
- Ngỗng Pháp (Fränkische Landgans) hay Franconian Goose
- Ngỗng Garbonosa
- Ngỗng Laying Đức (Deutsche Legegans)
- Ngỗng Gorki (Горьковская or Линдовская)
- Ngỗng Gorkowska
- Ngỗng lưng xám
- Ngỗng Han Tah Pra
- Ngỗng Hungari (Венгерская)
- Ngỗng Huoyan
- Ngỗng Hwo
- Ngỗng Ý
- Ngỗng Javakhetia
- Ngỗng Kaluga
- Ngỗng Kangan
- Ngỗng Kartuzy Landrace (Kartuska)
- Ngỗng Kholmogory (Холмогорская)
- Ngỗng Kielce Landrace (Kielecka)
- Ngỗng Triều Tiên
- Ngỗng Krasnozerskoye (Краснозёрская, Krasnozy, Skoye)
- Ngỗng Kuban (Кубанская)
- Ngỗng Landes (Oie des Landes)
- Ngỗng xám lớn
- Ngỗng Leine (Leinegans)
- Ngỗng Lingzian
- Ngỗng Likewu
- Ngỗng sư tử
- Ngỗng Lippe (Lippegans)
- Ngỗng Karal và Massakory
- Ngỗng Mandelia
- Ngỗng Lubelska
- Ngỗng Mông Cổ
- Ngỗng Normandy (Oie normande kể cả ngỗng mào Normandy)
- Ngỗng trắng Na Uy (Norsk hvit gås)
- Ngỗng mèo Nungan
- Ngỗng Obroshino (Оброшинская)
- Ngỗng Öland (Ölandsgås)
- Ngỗng Padans (Oca Padovana)
- Ngỗng Pereyaslav (Переяславская)
- Ngỗng Philippine
- Ngỗng Pilgrim
- Ngỗng Podkarpacka
- Ngỗng Poitou (Oie du Poitou, Blanche de Poitou)
- Ngỗng Pomeranian
- Ngỗng Pskov Bald (Псковская)
- Ngỗng Qingyang
- Ngỗng Rhenish
- Ngỗng Rhineland (Rheinische Legegans)
- Ngỗng Romanic (Romaanse gans)
- Ngỗng Ý (Oca Italiano)
- Ngỗng Romny
- Ngỗng Nga (Крупная серая hay Ландская)
- Ngỗng Rypinska
- Ngỗng Rung
- Ngỗng Scania (Skånegås)
- Ngỗng Sebastopol (Lockengans)<
- Ngỗng Shadrin (Ngỗng Ural)
- Ngỗng Shetland
- Ngỗng Shitou
- Ngỗng trắng Tứ Xuyên
- Ngỗng Skanegas
- Ngỗng trắng Slovak (Slovenská hus)
- Ngỗng Smålen (Smålensgås)
- Ngỗng Solnechnogorsk
- Ngỗng Steinbacher (Steinbacher Kampfgans)
- Ngỗng Subcarpathian (Podkarpacka)
- Ngỗng Suwalska (Suwałska)
- Ngỗng Suchovy (Suchovská hus)
- Ngỗng Ukrainia
- Ngỗng Taihu
- Ngỗng Tame
- Ngỗng Toulouse
- Ngỗng Touraine (Oie de Touraine)
- Ngỗng Ý (Oca Italiano)
- Ngỗng Tula (Tульская бойцовая)
- Ngỗng Thổ Nhĩ Kỳ
- Ngỗng Twente Landrace (Twentse landgans)
- Ngỗng Ural hay ngỗng Shadrin (Уральская hay Шадринская)
- Ngỗng Veneta (Oca Pezzata Veneta)
- Ngỗng Vishtines (Vištinės žąsys)
- Ngỗng Vladimir Clay (Владимирская глинистая)
- Ngỗng trắng Wanxi
- Ngỗng trắng Anh
- Ngỗng Hungari trắng
- Ngỗng Ý trắng
- Ngỗng trắng Norman
- Ngỗng Wugang
- Ngỗng Wulong
- Ngỗng Wuzhong
- Ngỗng Xupu
- Ngỗng Yanguiang
- Ngỗng Yan
- Ngỗng Y Lê (Ngỗng Yili)
- Ngỗng xám Yong Kang
- Ngỗng Zatory (Zatorska)
- Ngỗng Zhedong
- Ngỗng trắng Zhejiang
- Ngỗng Zie
- Ngỗng Cotton Patch
- Ngỗng Normandy
- Ngỗng Pilgrim
- Ngỗng Shetland
- Ngỗng Anh